# Polar Air Cargo
Polar Air Cargo Worldwide, Inc. là một hãng hàng không vận chuyển hàng hóa của Mỹ có trụ sở tại Purchase, Harrison, New York, Hoa Kỳ. Hãng cung ứng dịch vụ bay vận tải hàng hóa thường lệ đến Bắc Mỹ, châu Á, châu Âu, và Trung Đông. Cơ sở chính của nó là sân bay quốc tế Anchorage, Alaska, với các trung tâm tại sân bay quốc tế Los Angeles, sân bay Quốc tế Cincinnati Kentucky, sân bay quốc tế John F. Kennedy và Sân bay quốc tế Incheon gần Seoul, Hàn Quốc.